# Sint-Michielskerk (Emmels)

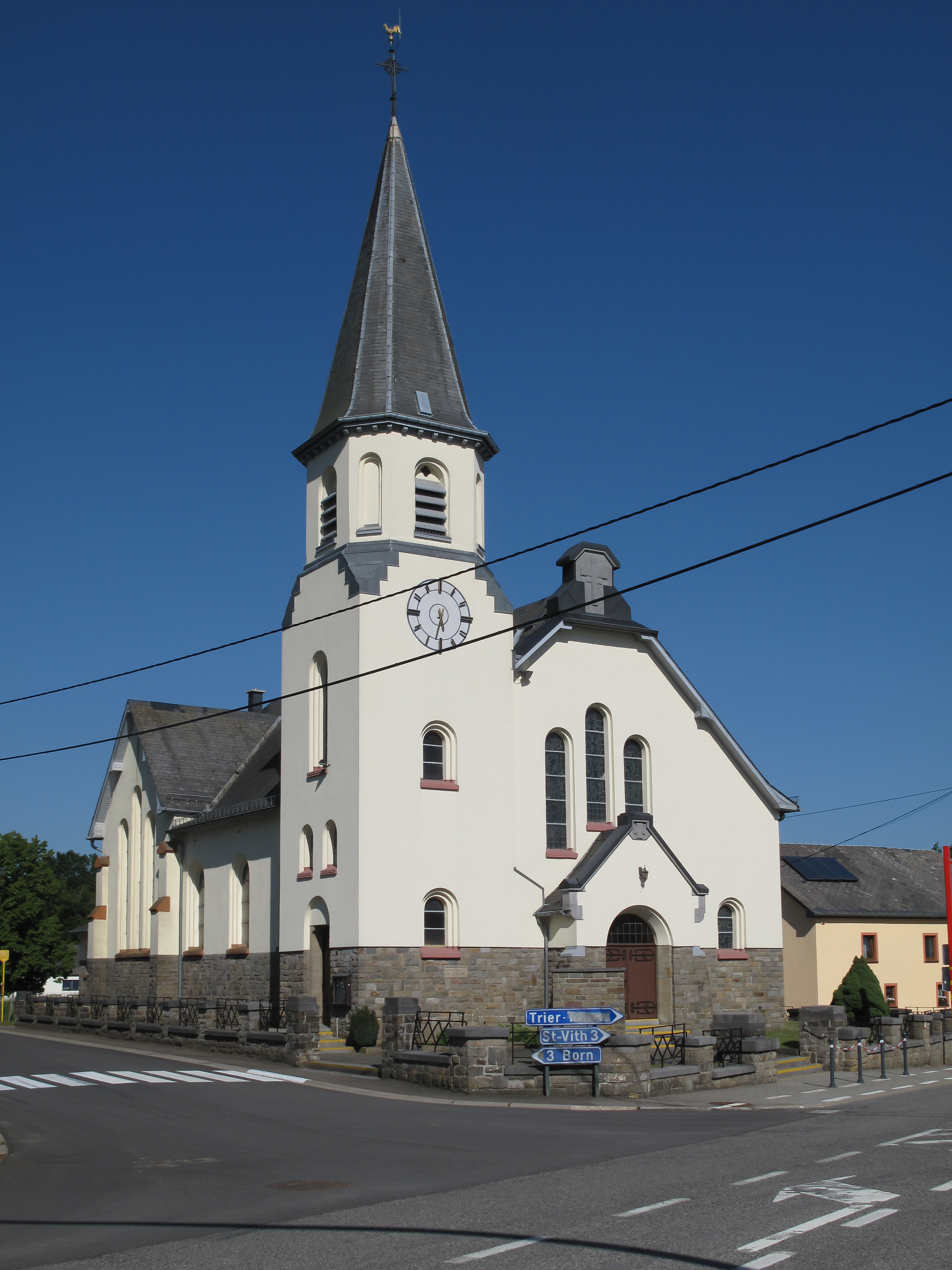
Sint-Michielskerk

De Sint-Michielskerk (Duits: Kirche Sankt Michael) is de parochiekerk van de tot de Luikse gemeente Sankt Vith behorende plaats Emmels, gelegen in de kern Nieder Emmels, gelegen aan de Rektor-Cremer-Straße 1.

## Geschiedenis
Vermoedelijk heeft Emmels al omstreeks 1500 een kapel gekend. Deze werd in de zeventiende eeuw ten gevolge van oorlogshandelingen verwoest. In 1715 werd een nieuwe kapel ingezegend, die aan de Heilige  Michael en de Heilige Donatus was gewijd. In 1728 werd een kerkklok aangebracht. Later kwam een tweede klok, maar in de Franse tijd (einde 18e eeuw) werd deze door de Fransen buitgemaakt. In 1870 werd de rector Cremer de eerste vaste priester, welke bleef tot 1895. Hij zorgde voor vernieuwingen zoals verzekeringen, spaarverenigingen en dergelijke. Ook een strohulzen- en klompenfabriekje werd opgericht, en bovendien een huishoudschool. De kapel werd tijdens zijn verblijf verheven tot rectoraatskerk en in 1924 tot parochiekerk. Vanaf 1803 tot 1924 was Emmels afhankelijk van de parochie van Sankt Vith.
Aangezien de bevolking van Emmels intussen was toegenomen, werd besloten een grotere kerk te bouwen. Deze werd in 1926 in gebruik genomen. Op 17 december 1944, tijdens het Ardennenoffensief, werd de kerk zwaar beschadigd en pas op 17 april 1946 konden er weer Missen in worden opgedragen. Een middeleeuws beeld van Sint-Michaël was in scherven, maar omdat de scherven werden verzameld kon het beeld weer worden hersteld.